# Llo
Llo er en by og kommune i departementet Pyrénées-Orientales i Sydfrankrig.

## Geografi
Llo ligger i Cerdagne 91 km vest for Perpignan. Nærmeste byer er mod vest Saillagouse (3 km) og mod nordøst Eyne (5 km).

## Demografi

### Udvikling i folketal
| 1962                                                              | 1968 | 1975 | 1982 | 1990 | 1999 | 2007 | 2011 | 2017 |
| ----------------------------------------------------------------- | ---- | ---- | ---- | ---- | ---- | ---- | ---- | ---- |
| 110                                                               | 86   | 108  | 116  | 131  | 133  | 150  | 161  | 172  |
| Tal fra og med 1962 er uden dobbelttælling (sans doubles comptes) |      |      |      |      |      |      |      |      |